# Asura mediopuncta
Asura mediopuncta är en fjärilsart som beskrevs av Rothschild 1913. Asura mediopuncta ingår i släktet Asura och familjen björnspinnare. Inga underarter finns listade i Catalogue of Life.